# Glycosyltransferase-Like Protein LARGE1
Glycosyltransferase-Like Protein LARGE1 (kurz LARGE) ist eine N-Acetylglycosyltransferase, die vom LARGE-Gen codiert wird.
Das menschliche LARGE-Gen befindet sich am Genort 22q12.3–13.1. Es umfasst über 660 Kilobasen und stellt somit das fünftgrößte Gen im menschlichen Genom dar. Es wird außerdem im gesamten menschlichen Organismus exprimiert, insbesondere im Herzen, Gehirn und Skelettmuskel. Mutationen im menschlichen LARGE-Gen verursachen die kongenitale Muskeldystrophie Typ 1D (kurz MDC1D, nach Orphanet-Nomenklatur: Kongenitale Muskeldystrophie durch Dystroglykanopathie), die sich durch eine schwerwiegende Intelligenzminderung und einer abnormalen Glycosylierung des α-Dystroglycans kennzeichnet.